# Conde (Dakota del Sud)
Conde és una població dels Estats Units a l'estat de Dakota del Sud. Segons el cens del 2000 tenia 187 habitants.

## Demografia
Segons el cens del 2000, Conde tenia 187 habitants, 92 habitatges, i 50 famílies. La densitat de població era de 128,9 habitants per km².
Dels 92 habitatges en un 19,6% hi vivien nens de menys de 18 anys, en un 48,9% hi vivien parelles casades, en un 2,2% dones solteres, i en un 44,6% no eren unitats familiars. En el 41,3% dels habitatges hi vivien persones soles el 20,7% de les quals corresponia a persones de 65 anys o més que vivien soles. El nombre mitjà de persones vivint en cada habitatge era de 2,03 i el nombre mitjà de persones que vivien en cada família era de 2,76.
Per edats la població es repartia de la següent manera: un 20,9% tenia menys de 18 anys, un 4,3% entre 18 i 24, un 25,1% entre 25 i 44, un 22,5% de 45 a 60 i un 27,3% 65 anys o més.
L'edat mediana era de 45 anys. Per cada 100 dones de 18 o més anys hi havia 102,7 homes.
La renda mediana per habitatge era de 28.875 $ i la renda mediana per família de 41.250 $. Els homes tenien una renda mediana de 26.667 $ mentre que les dones 20.000 $. La renda per capita de la població era de 17.481 $. Entorn del 7,4% de les famílies i el 15,1% de la població estaven per davall del llindar de pobresa.

## Poblacions més properes
El següent diagrama mostra les poblacions més properes.